# 눈부신 한낮
《눈부신 한낮》은 1987년 8월 2일에 MBC TV에서 방영된 베스트셀러극장이다.

## 줄거리
평범한 소시민인 한민(이경호)은 자선단체임을 주장하는 무리에게 장기의 기증을 강요당하지만 이를 완강히 거절하자 이들은 한민을 귀가시킨다. 한민은 풀려난 뒤 자아 양심 삶의 의미 등에 대한 새로운 의문을 품게 되는데…….

## 출연
- 이경호
- 임종국
- 나문희
- 신복숙
- 김동주
- 김정하
- 한규희
- 송기윤
- 남영진
- 조형기
- 정태섭
- 정대홍
- 문시경
- 임문수
- 서권순
- 이금복
- 홍성선
- 전회룡
- 김영석
- 박광영
- 견미리
- 노경주
- 전신희
- 임재경
- 이용화
- 순동운
- 이선주
- 박창선